# Referendos sobre a bandeira da Nova Zelândia em 2015–2016
Em 2015 e 2016 ocorreram dois referendos sobre a bandeira da Nova Zelândia. O processo de votação consistiu em duas etapas para determinar se a bandeira seria alterada e, em caso afirmativo, para qual.
A primeira votação teve lugar entre 20 de novembro e 11 de dezembro de 2015, e perguntou «Se a bandeira da Nova Zelândia mudar, que bandeira preferiria?». O segundo referendo, entre 3 e 24 de março de 2016, perguntou aos votantes se preferiam manter a bandeira atual ou a versão alternativa eleita na primeira fase, sendo mantida a bandeira atual.
Os quatro desenhos com a folha de feto ou samambaia e o koru — um símbolo da arte maori em forma de espiral — foram selecionados pelo Comité de Estudo da Bandeira, enquanto a bandeira com a asna ou cabria — uma forma de «V» invertida — foi incluída por iniciativa popular depois de recolher 50 000 assinaturas devido ao desencanto com as opções restantes.

## Antecedentes

A bandeira da Nova Zelândia, em uso desde 1899 e oficial desde 1902

A Nova Zelândia tem tido vários debates ao longo da história acerca de mudanças sobre a bandeira nacional. Durante décadas foram propostos desenhos alternativos, com níveis de apoio variados. Não existe consenso entre os proponentes sobre que modelo deveria substituí-la.
Em janeiro de 2014, o primeiro-ministro John Key propôs a ideia de fazer um referendo durante as eleições gerais de 2014. A proposta foi recebida com reações diversas. Em março desse ano, Key anunciou que o referendo teria lugar nos três anos seguintes.

## Processo de participação pública

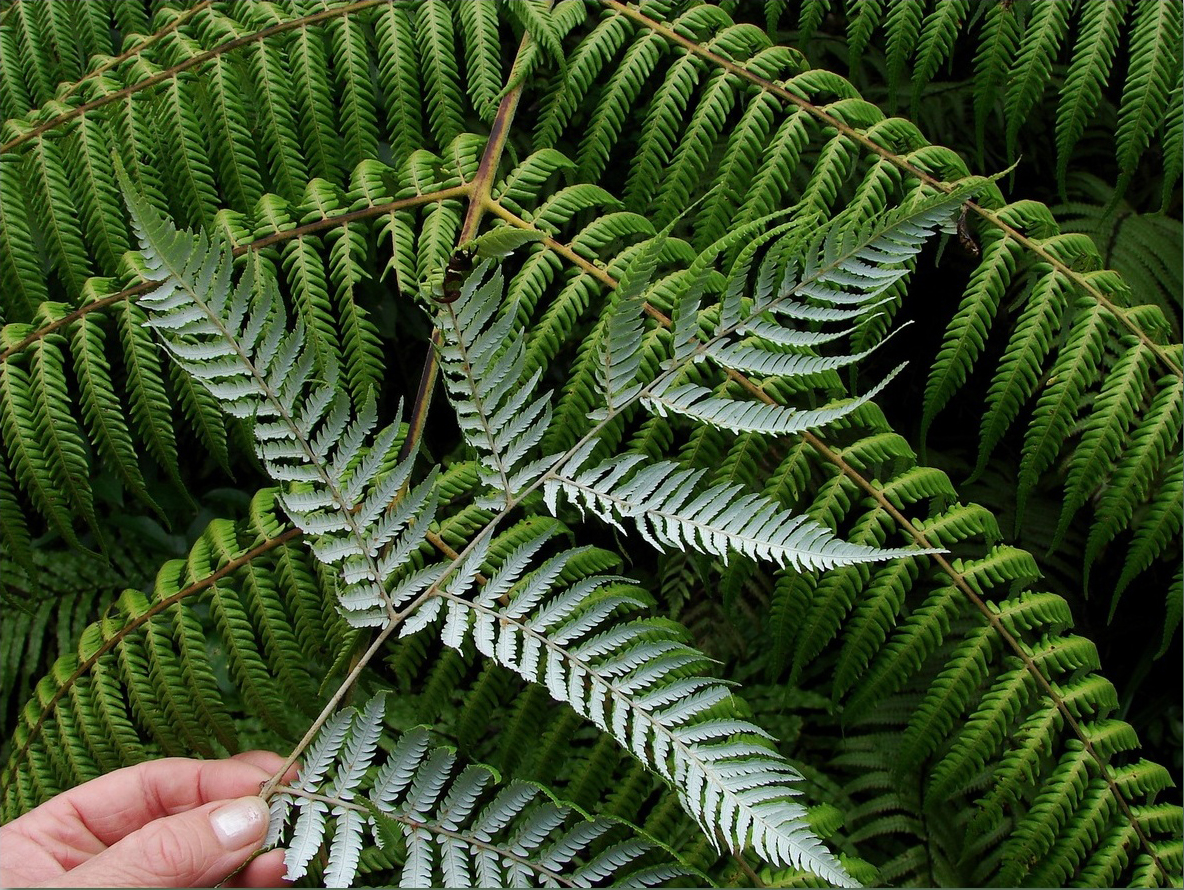
Uma folha de feto-prateado (silver fern), um elemento comum em muitos dos desenhos propostos.

Como parte do processo de participação, foram pedidos desenhos e sugestões sobre o simbolismo da bandeira até 16 de julho, o que deu lugar a um total de 10292 propostas.

### Lista preliminar
De todos os desenhos propostos, o Comité de Estudo da Bandeira selecionou uma lista inicial de 40, revelados ao público em 10 de agosto:

Wā kāinga / Home de Studio Alexander [nota 1]
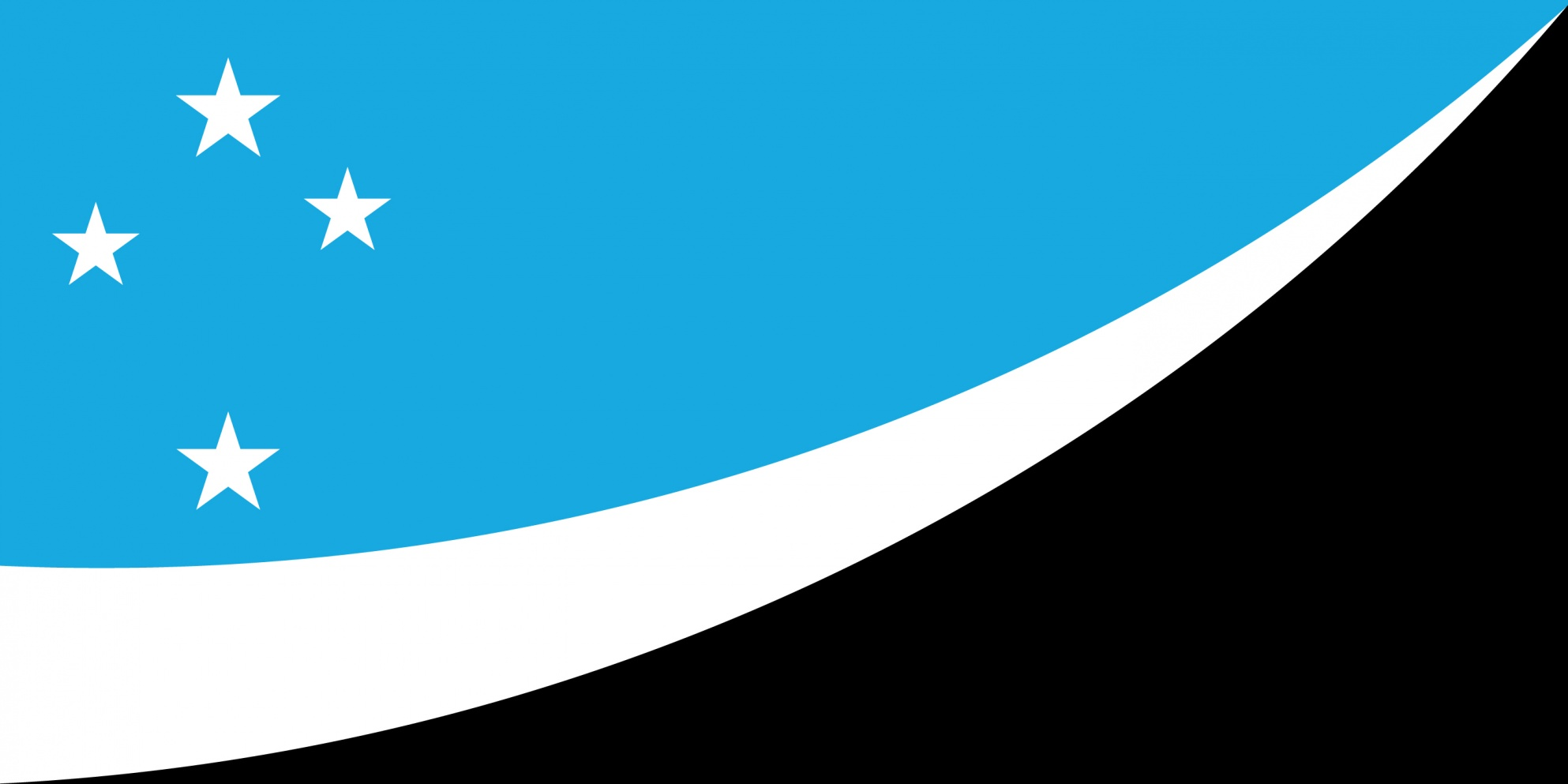
Land Of The Long White Cloud (azul oceano) de Mike Archer
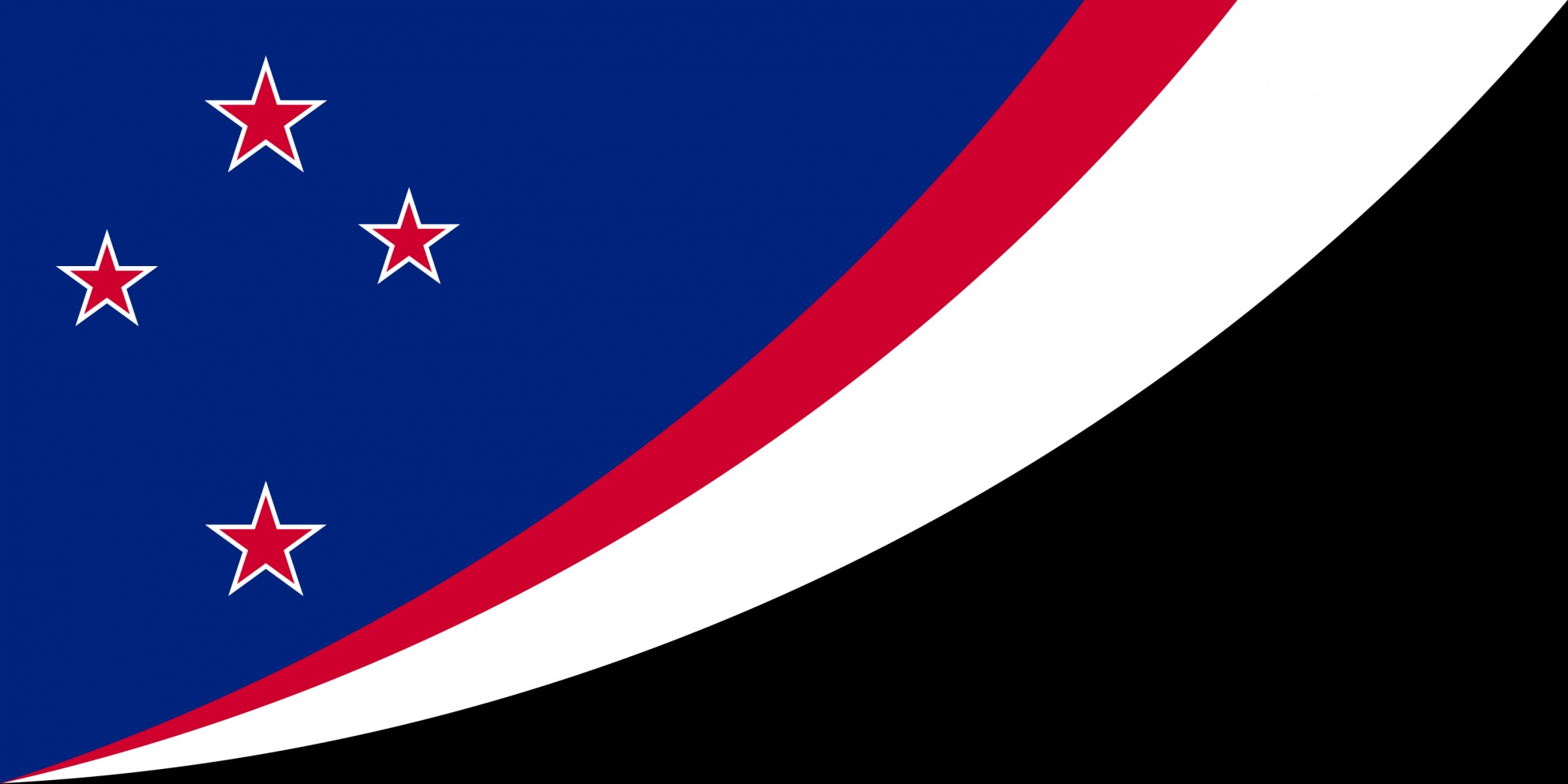
Land Of The Long White Cloud (azul tradicional) de Mike Archer
Huihui/Together de Sven Baker
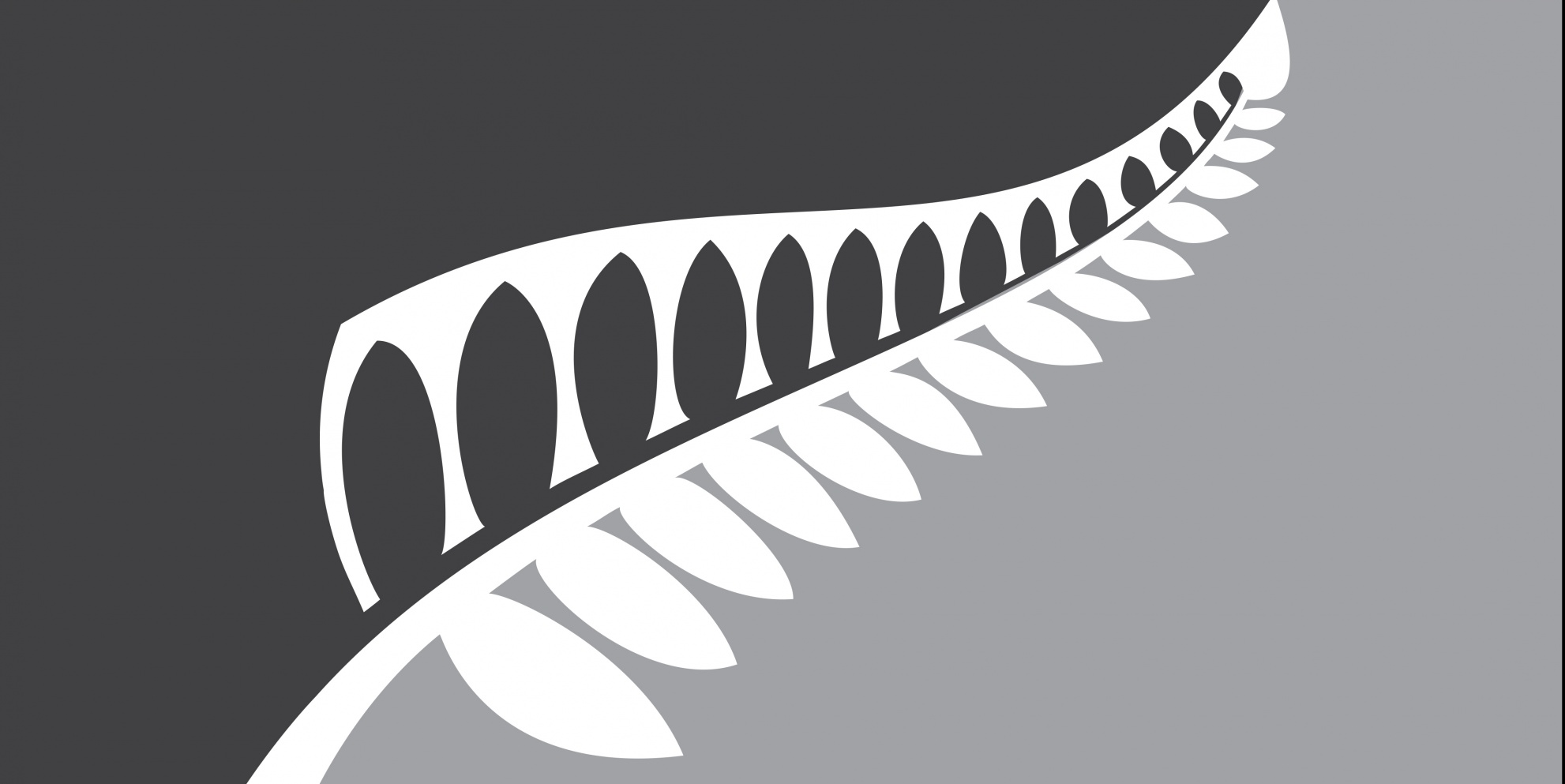
Silver Fern (negro e prateado) de Sven Baker
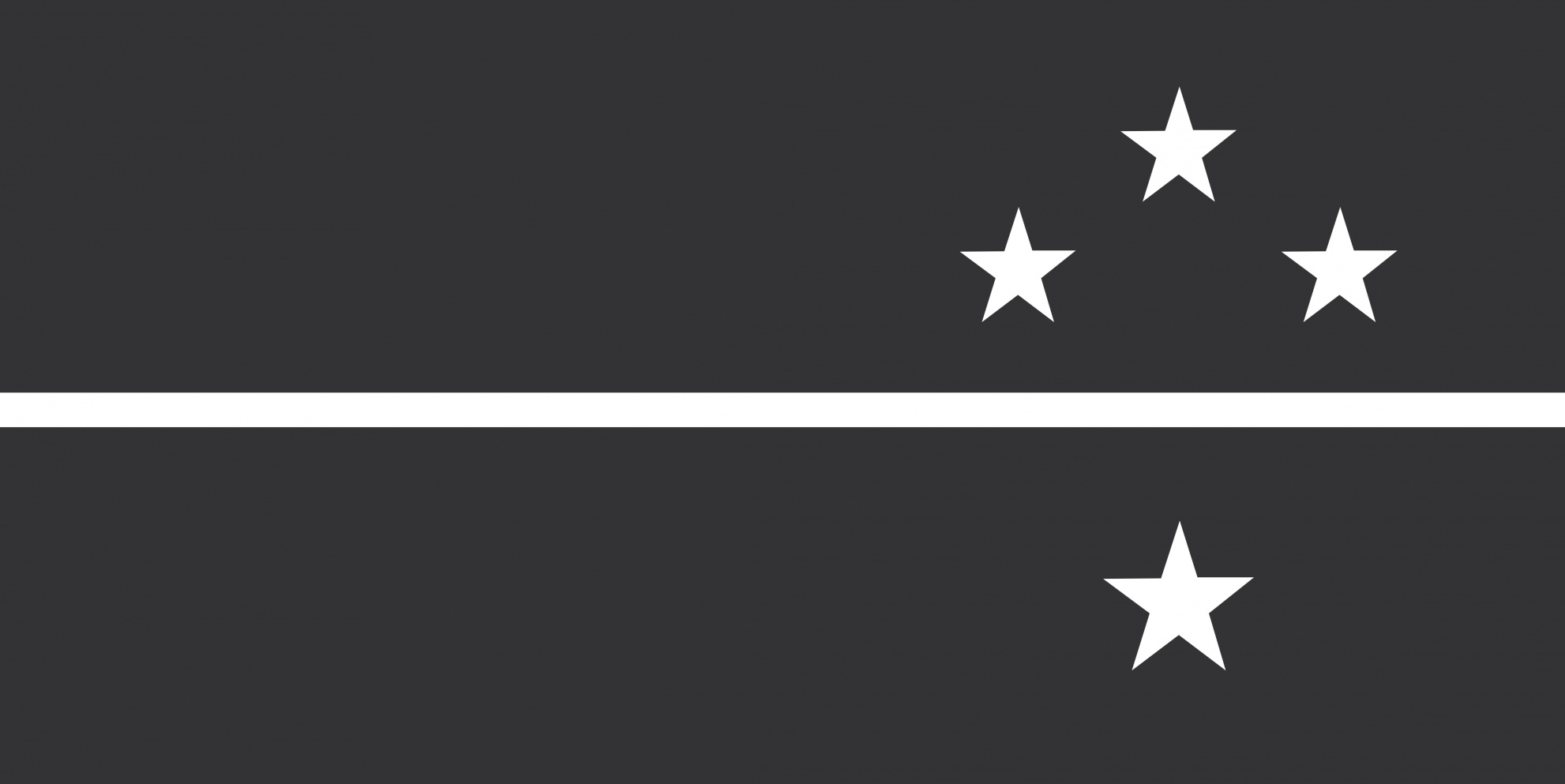
Southern Cross Horizon de Sven Baker
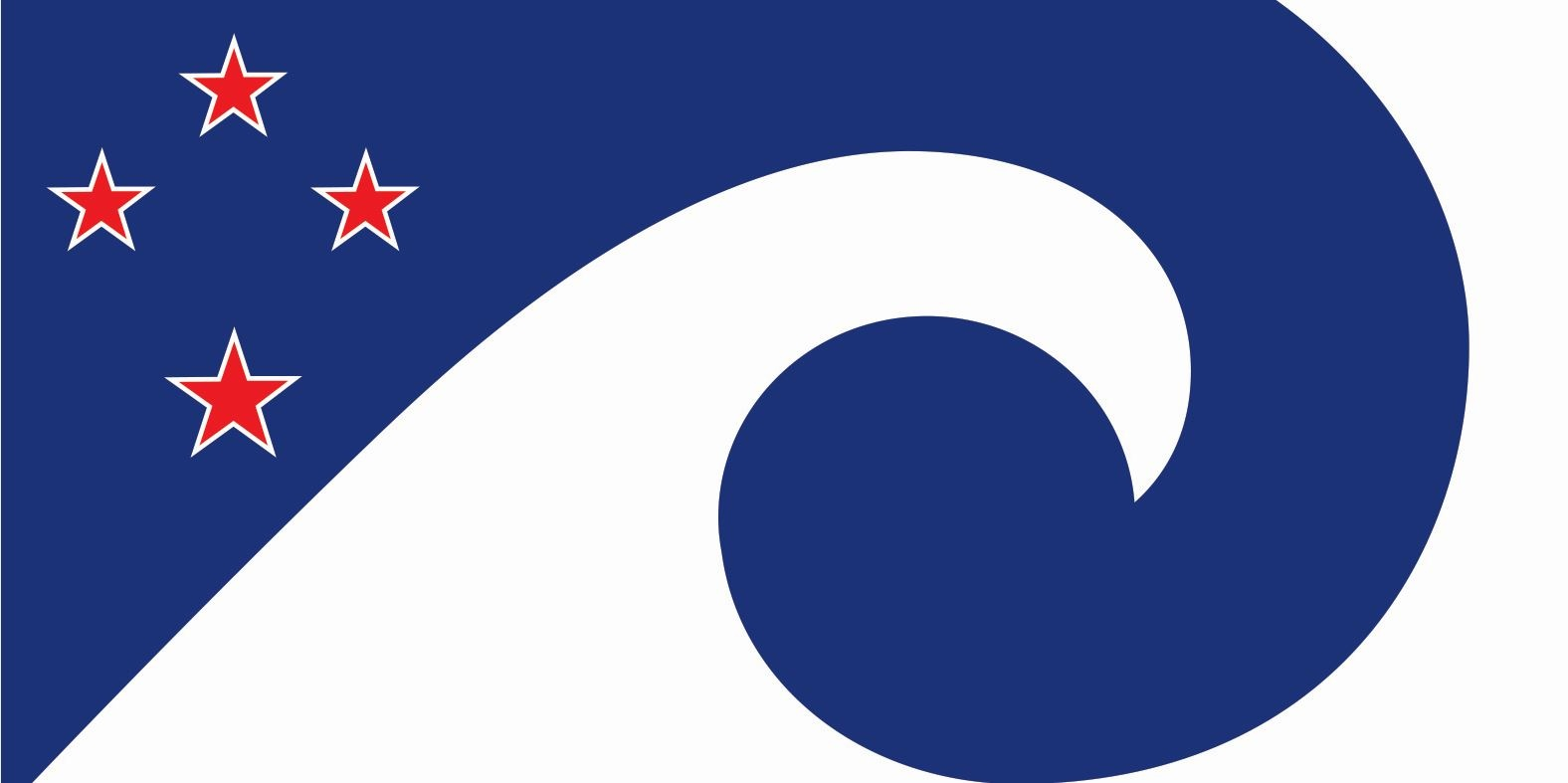
Southern Koru de Sven Baker
Unity Koru de Sven Baker
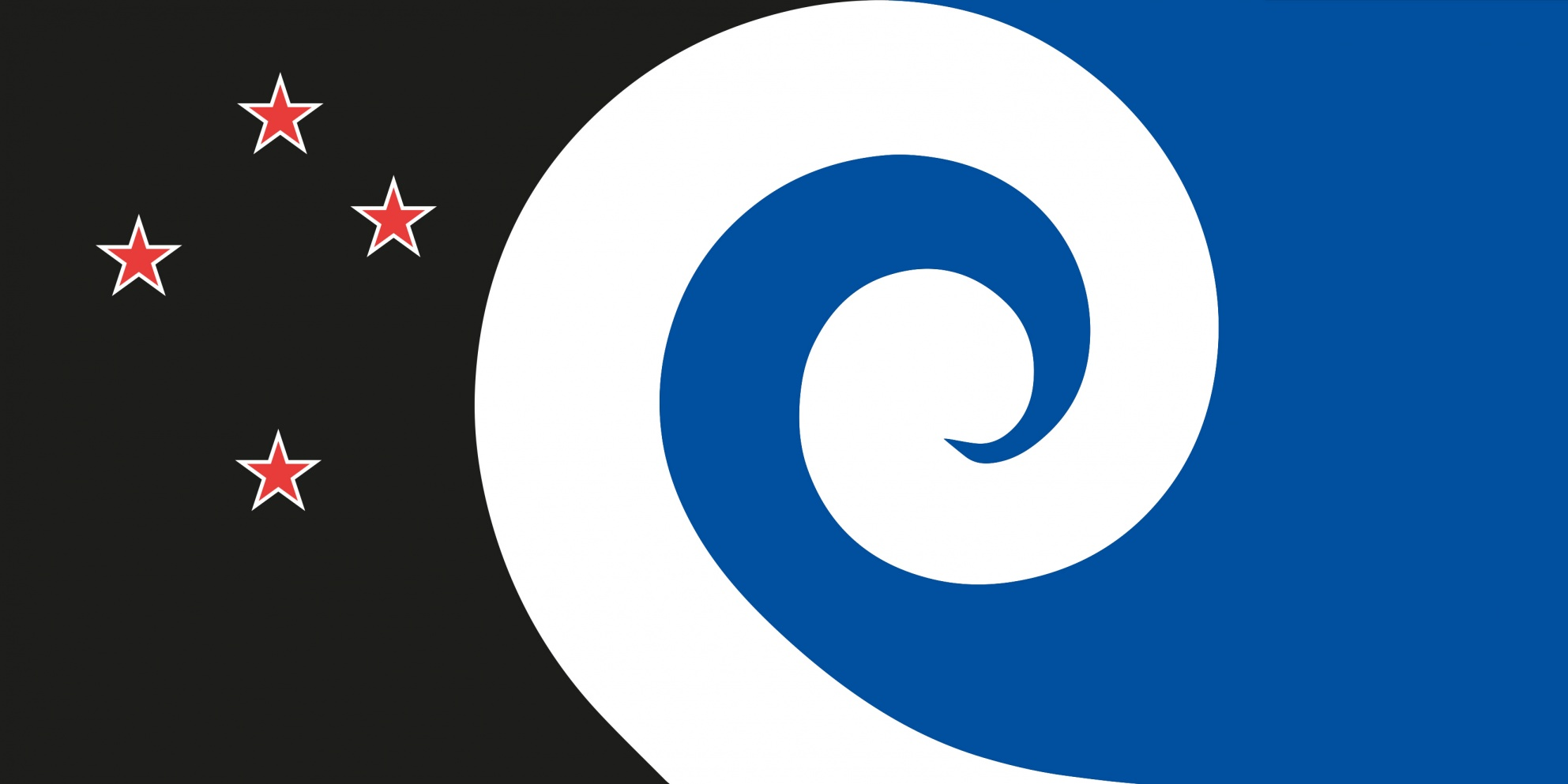
Inclusive de Dominic Carroll
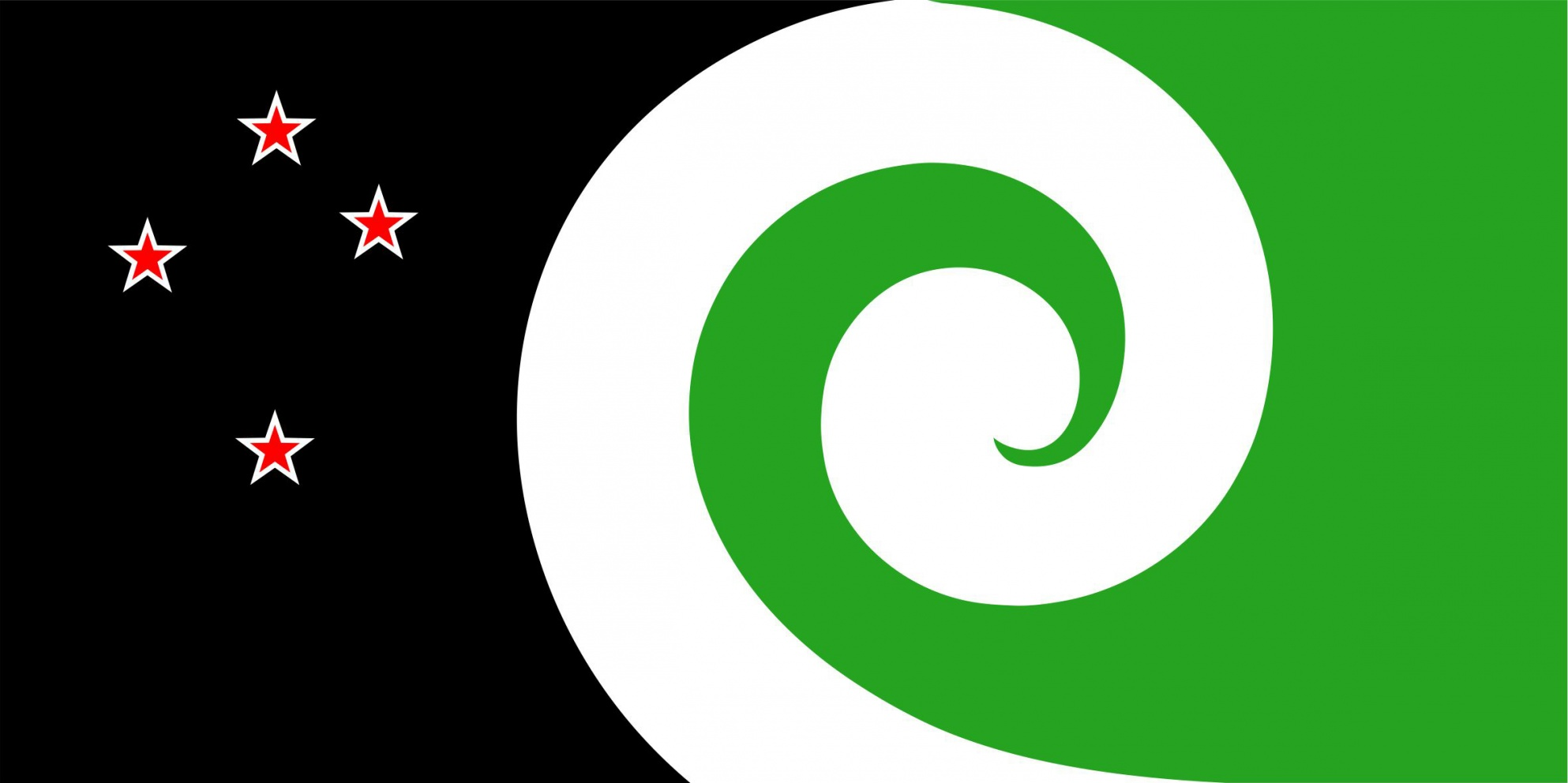
Moving Forward de Dominic Carroll
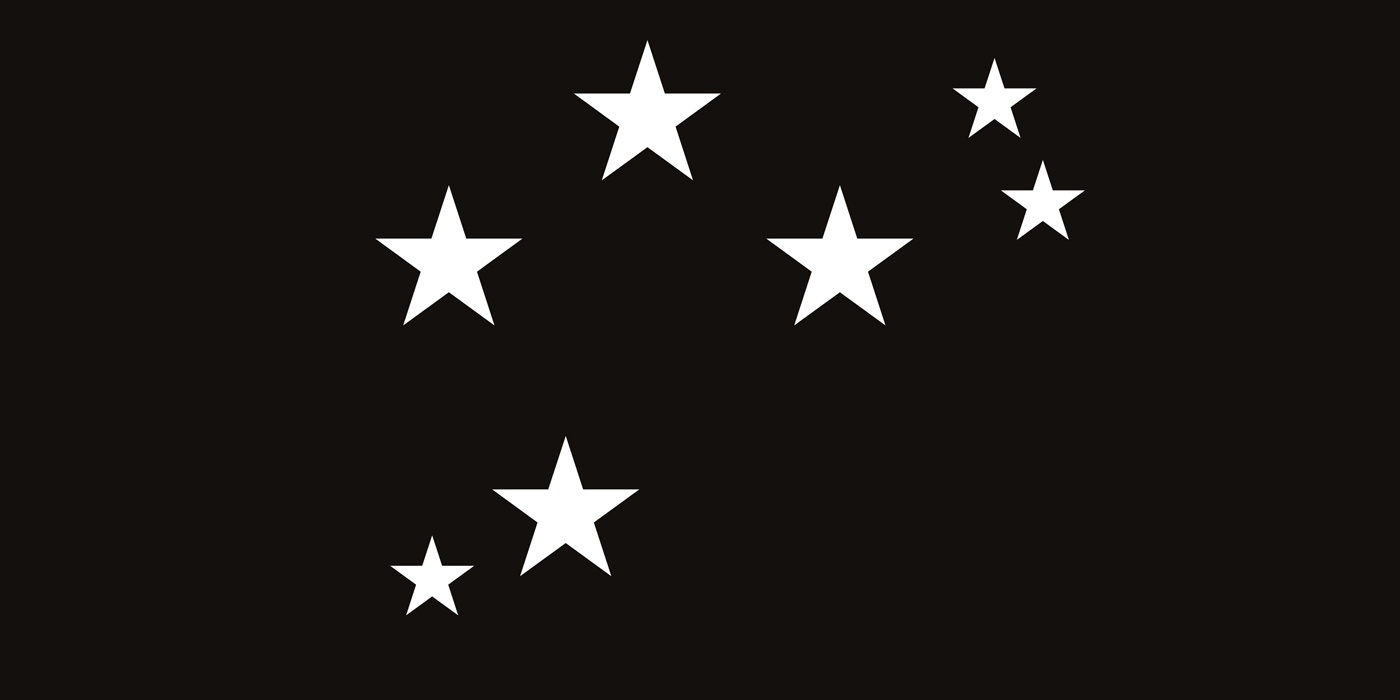
The Seven Stars of Matariki de Matthew Clare
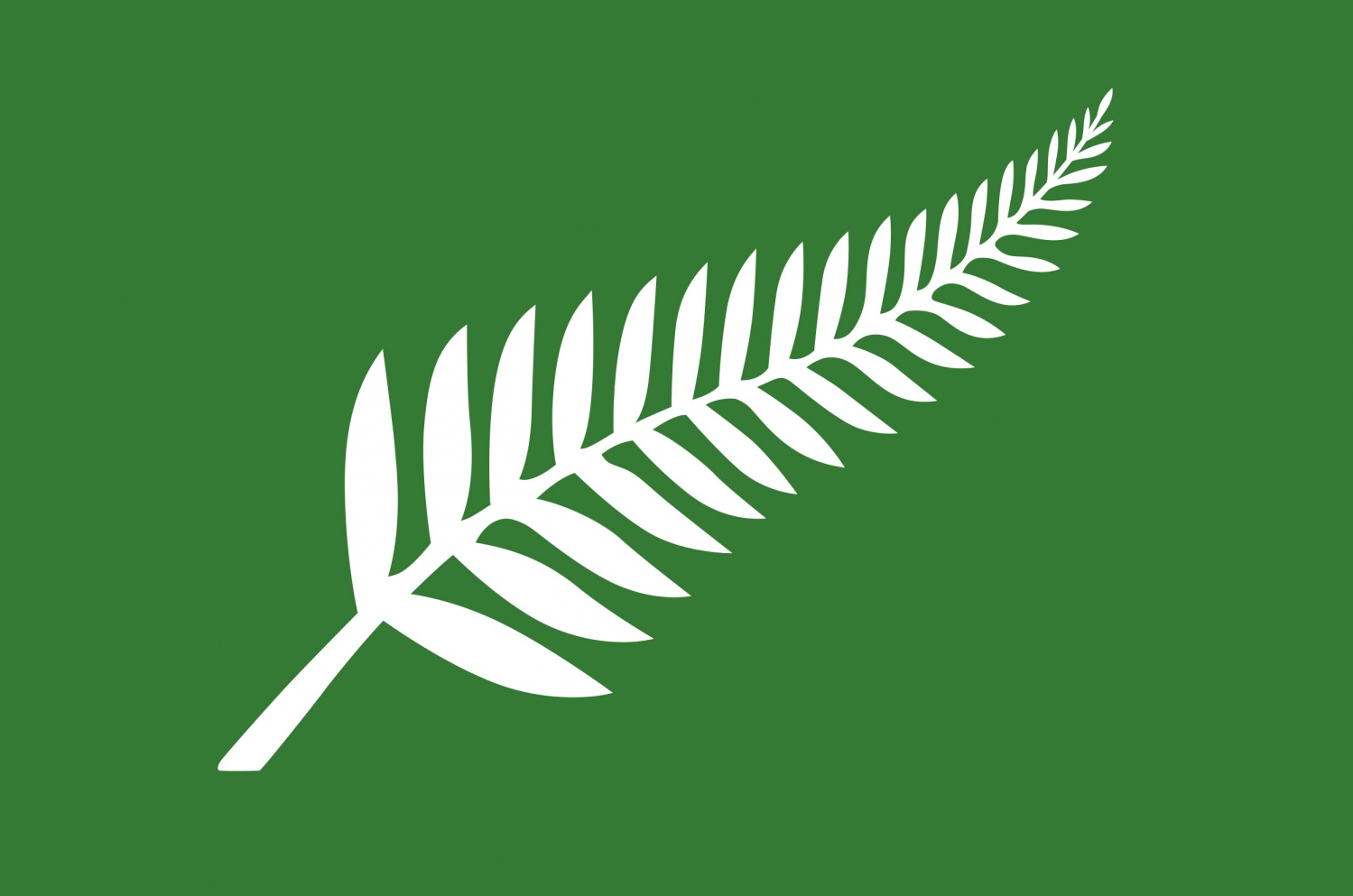
Silver Fern (verde) de Roger Clarke
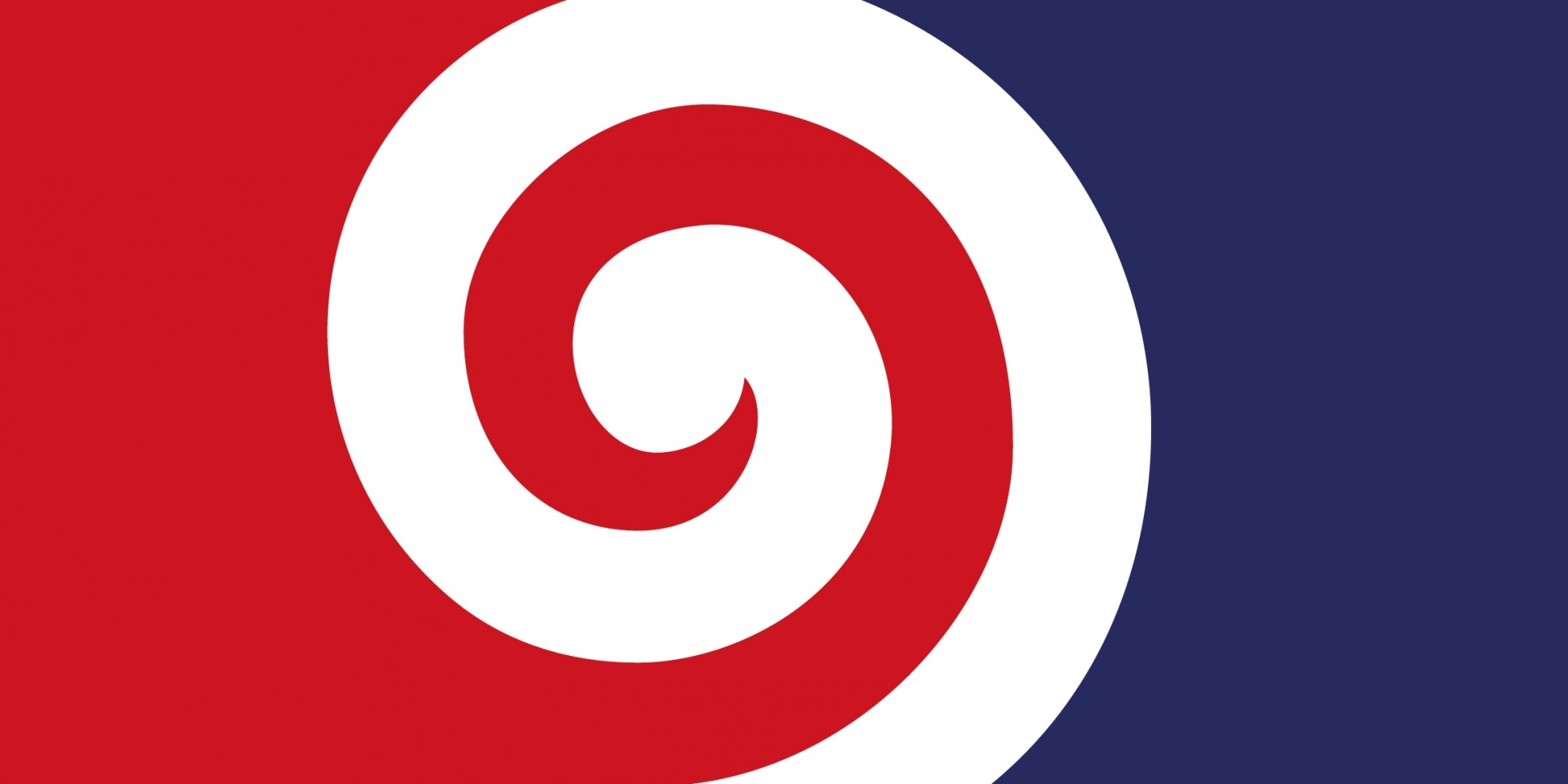
Curly Koru de Daniel Crayford e Leon Cayford
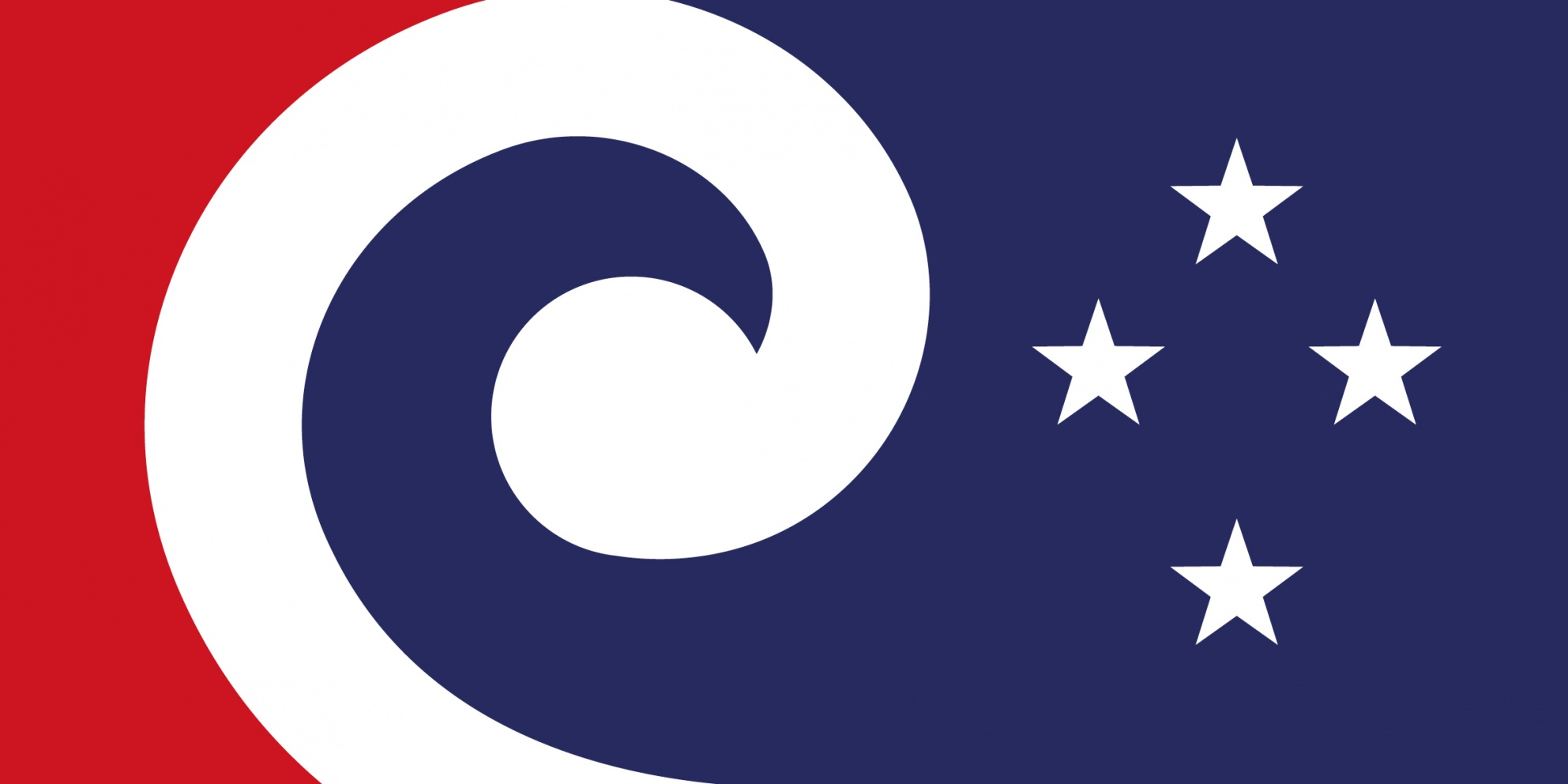
Koru Fin de Daniel Crayford e Leon Cayford
Modern Hundertwasser koru de Tomas Cottle [nota 2]
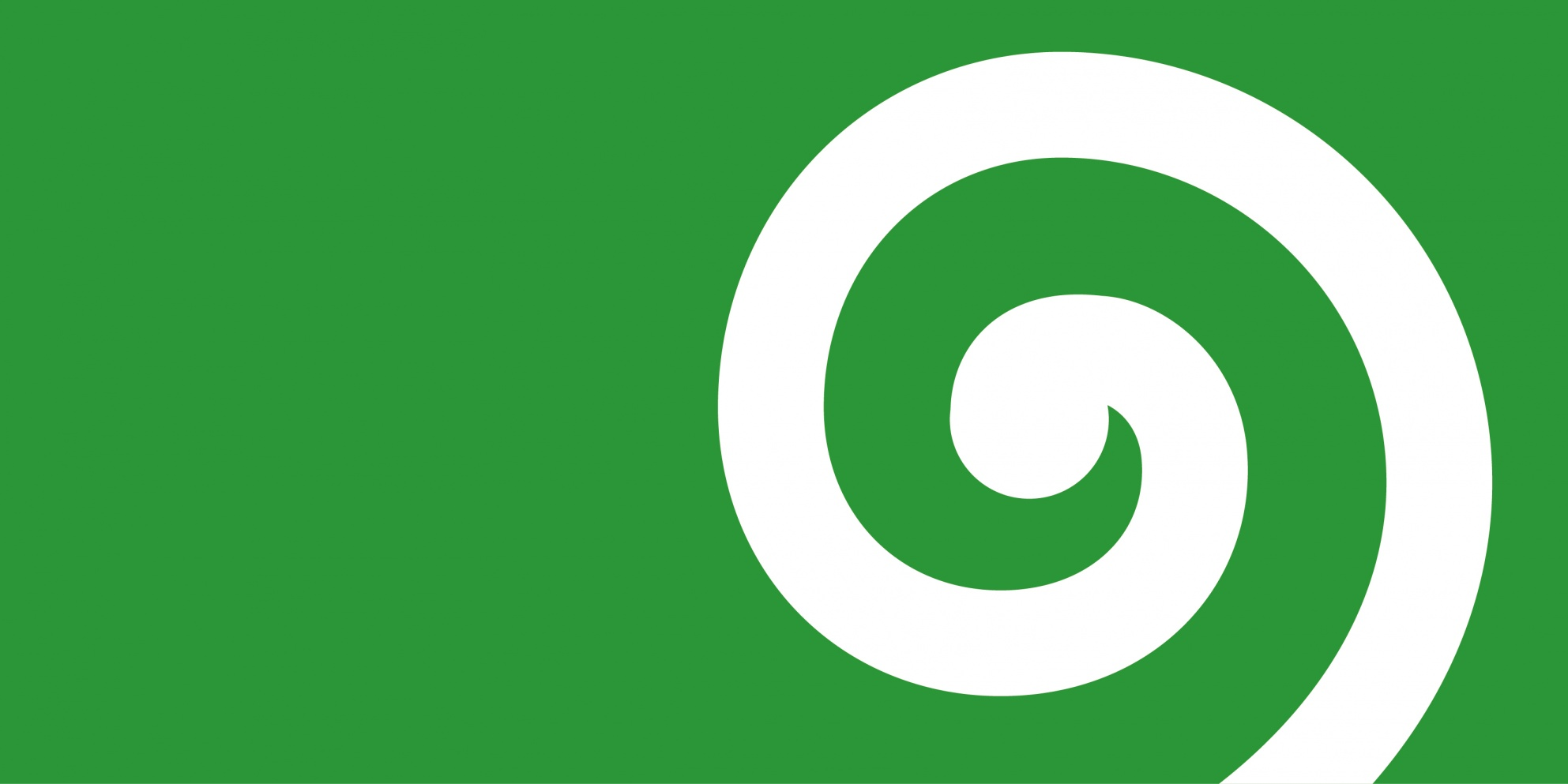
NZ One de Travis Cunningham
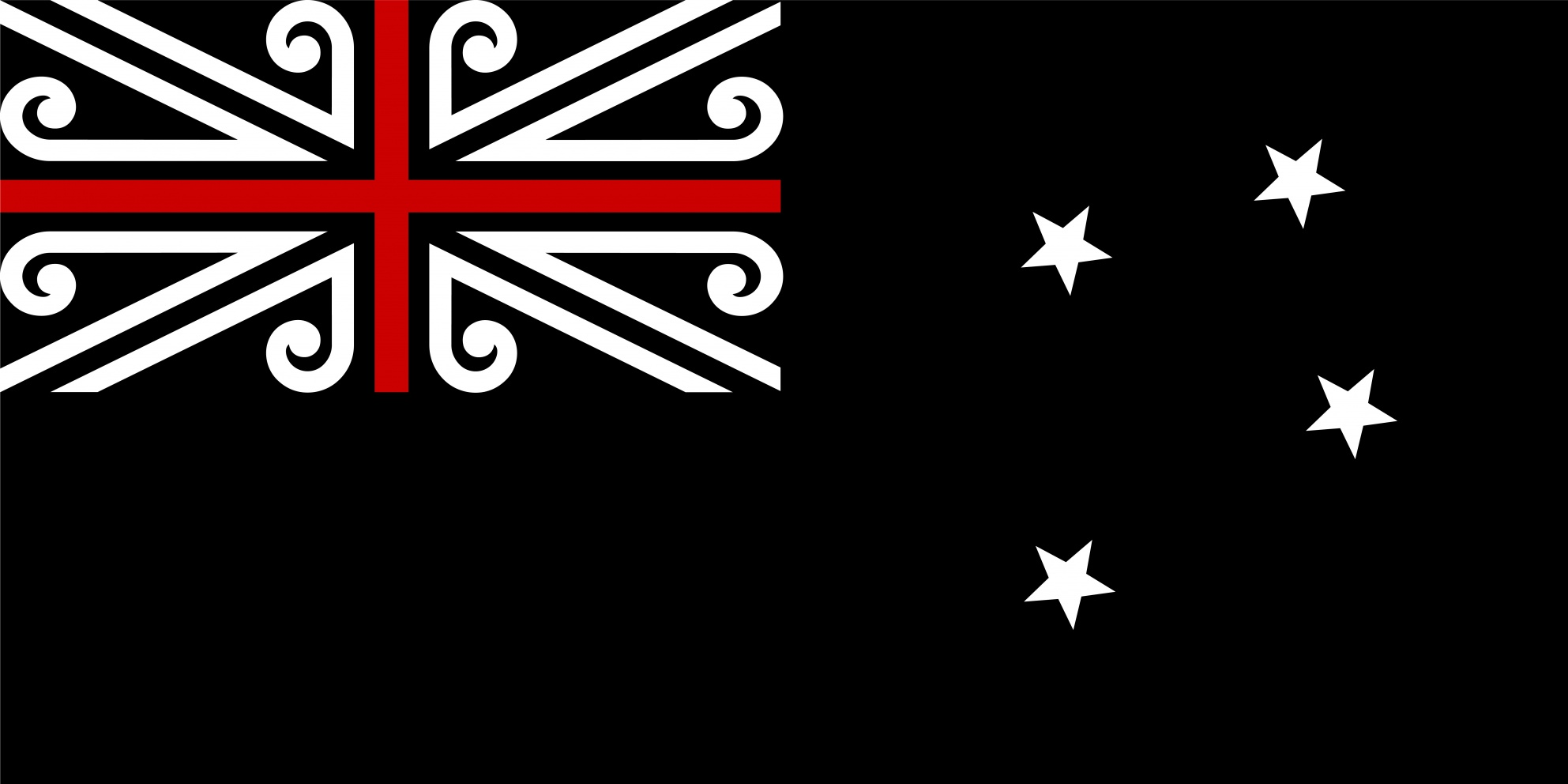
Black Jack de Mike Davison
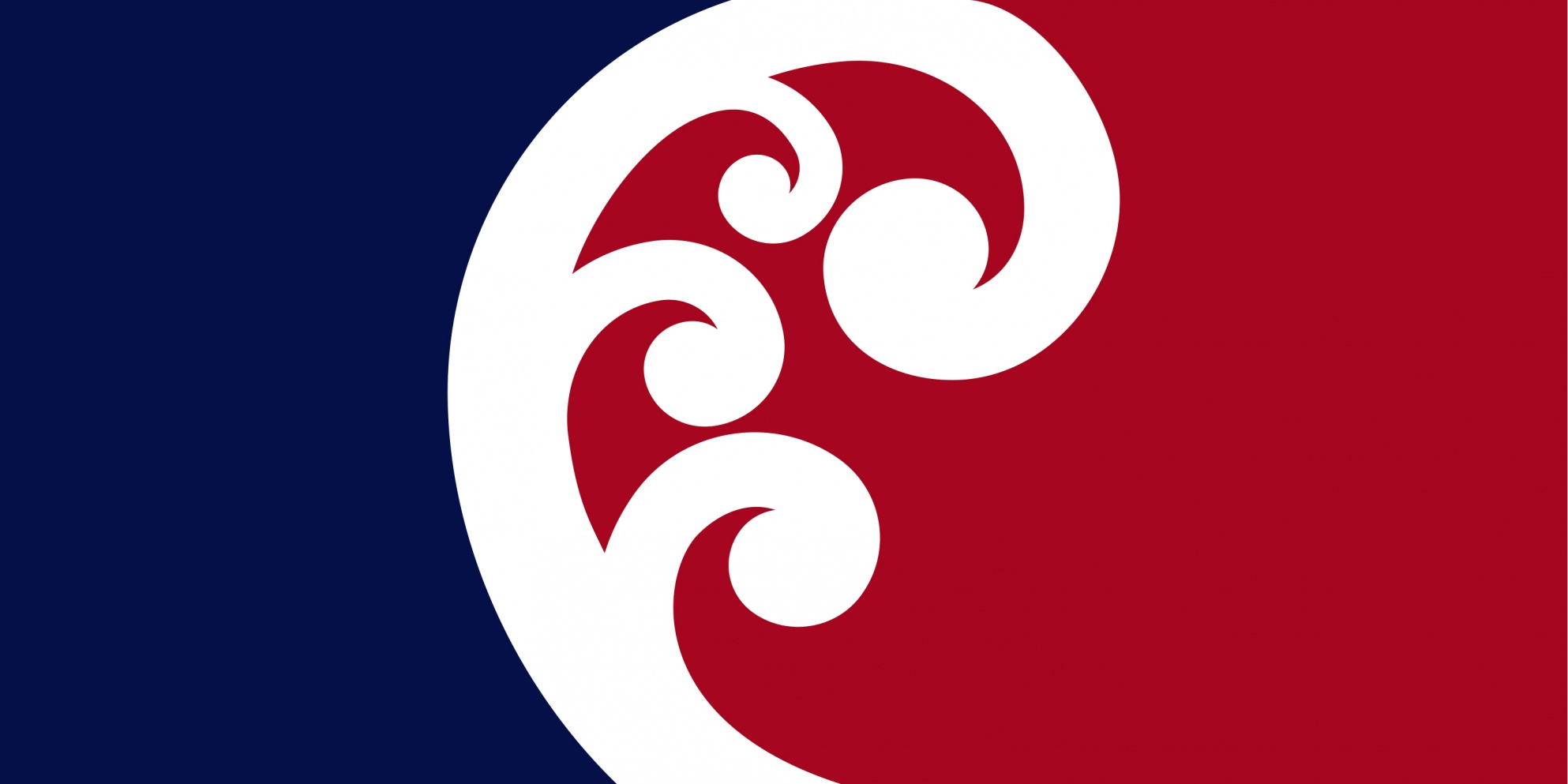
Unity Koru de Paul Densem
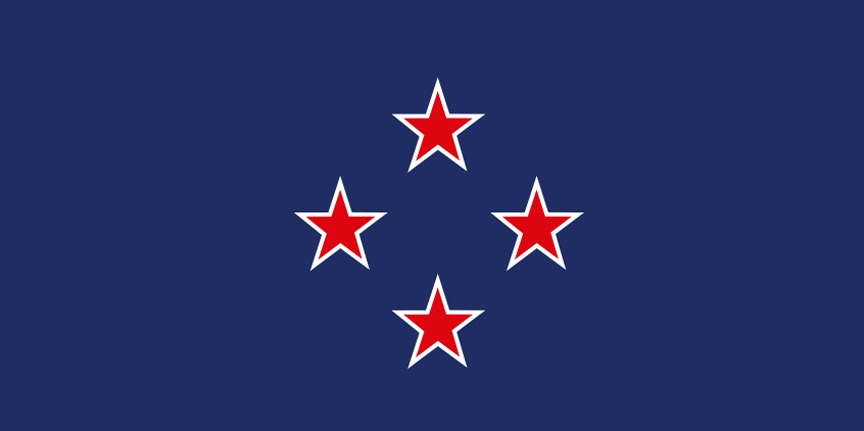
New Southern Cross de Wayne William Doyle
Red peak de Aaron Dustin
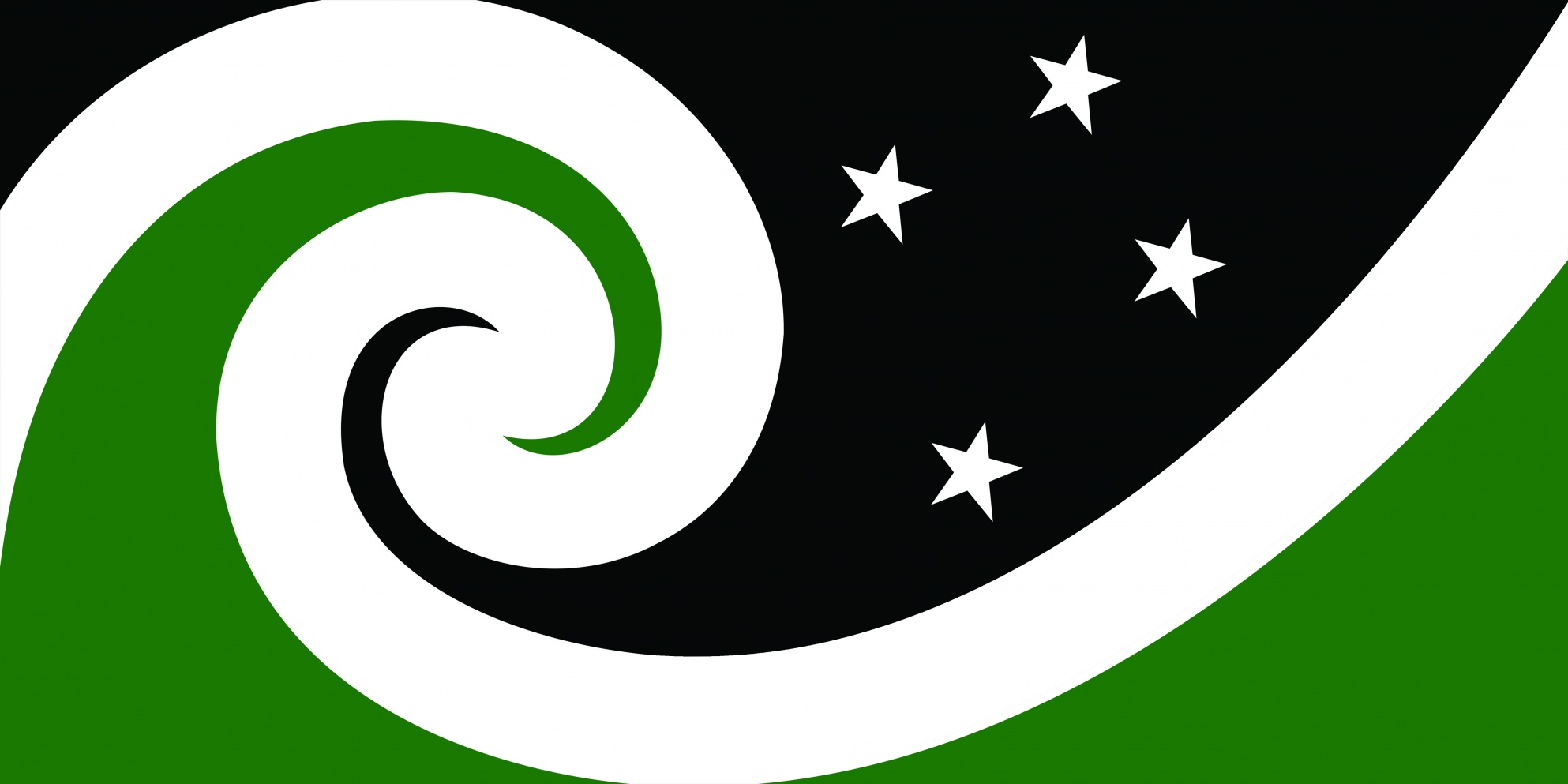
Manawa (negro e verde) de Otis Frizzell
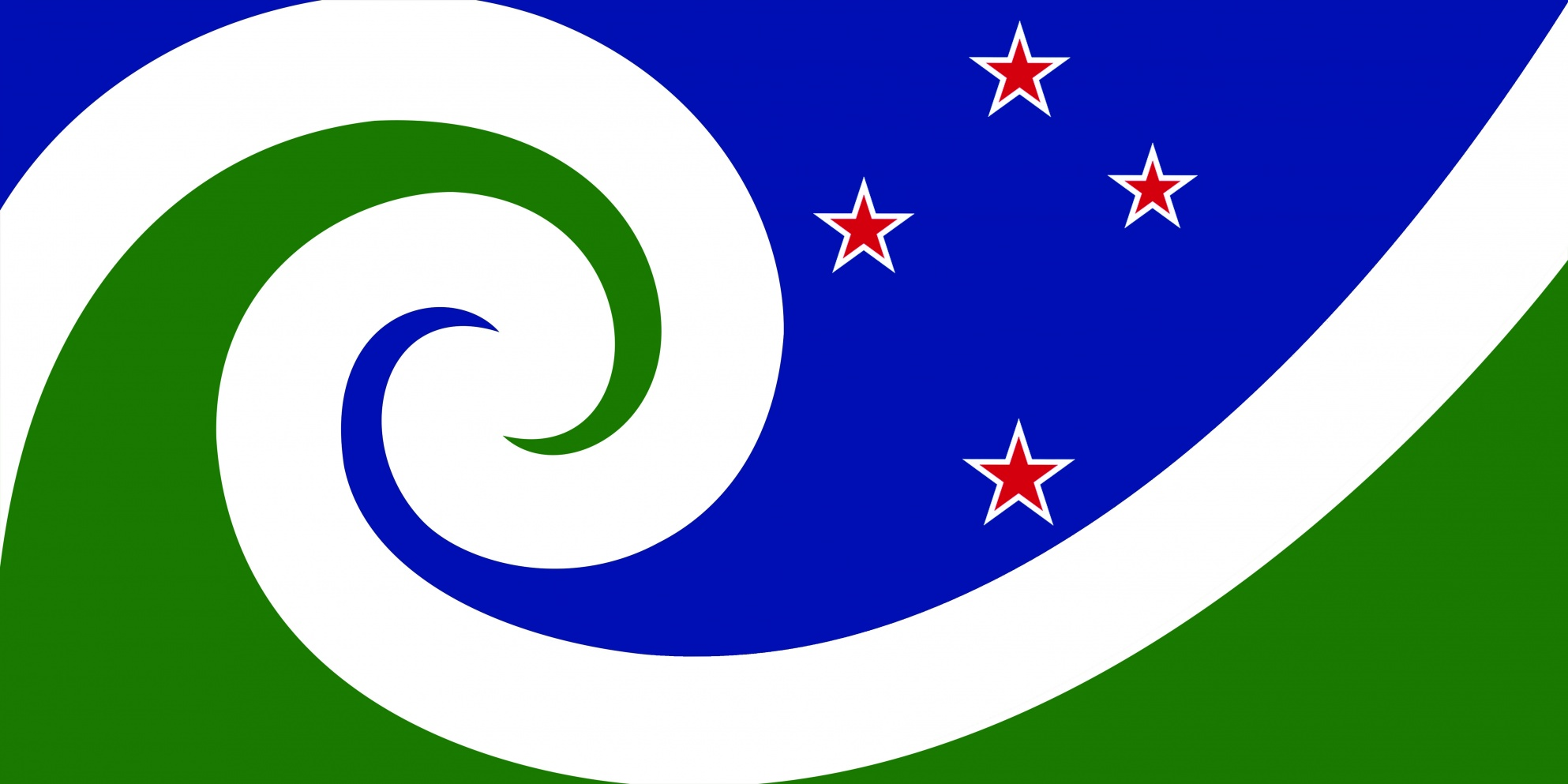
Manawa (azul e verde) de Otis Frizzell
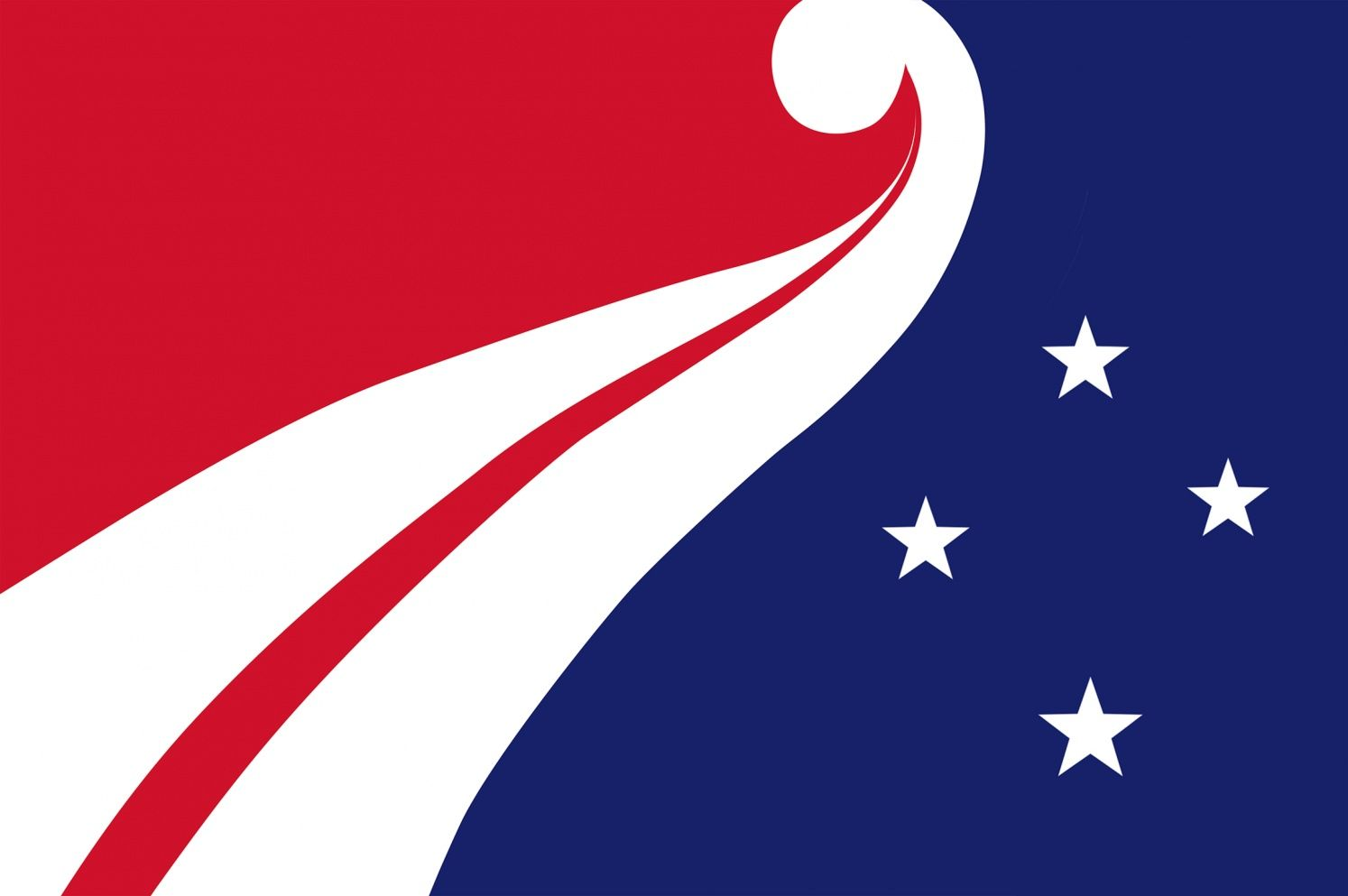
Embrace (vermelho e azul) de Denise Fung
Koru (negro) de Andrew Fyfe
Koru (azul) de Andrew Fyfe
Unity Fern (vermelho e azul) de Paul Jackways
White and Black Fern de Alofi Kanter
Silver Fern (branco e preto) de Alofi Kanter
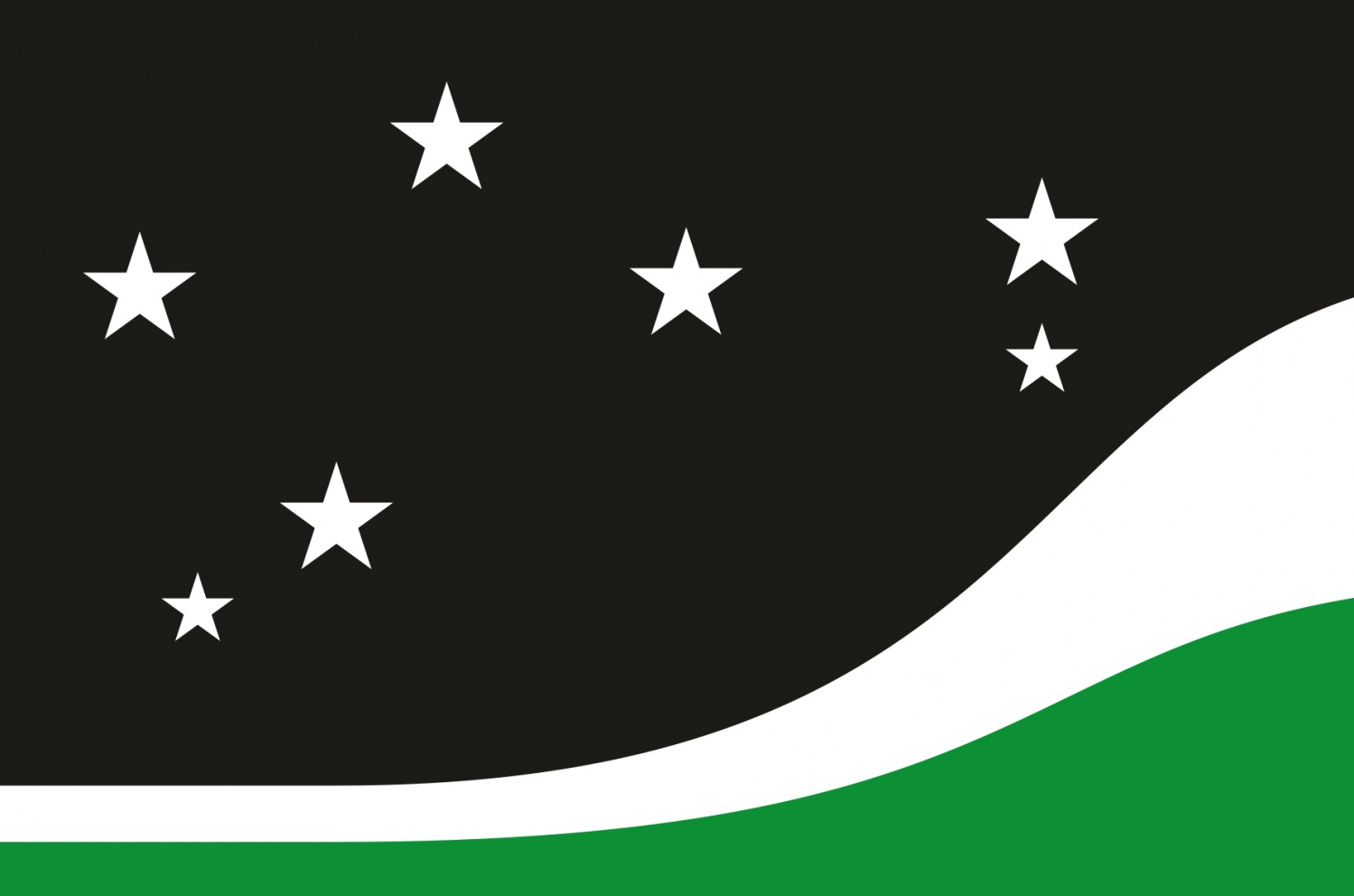
New Zealand Matariki de John Kelleher
Silver Fern (negro com estrelas vermelhas) de Kyle Lockwood
Silver Fern (vermelho, branco e azul) de Kyle Lockwood
Silver Fern (branco e negro) de Kyle Lockwood
Silver Fern (branco, negro e vermelho) de Kyle Lockwood
Silver Fern (branco, negro e azul) de Kyle Lockwood
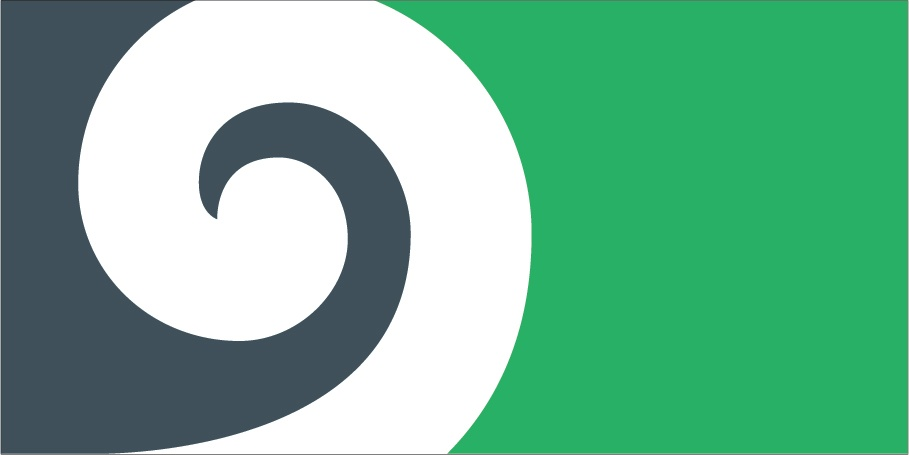
Pikopiko de Grant Pascoe
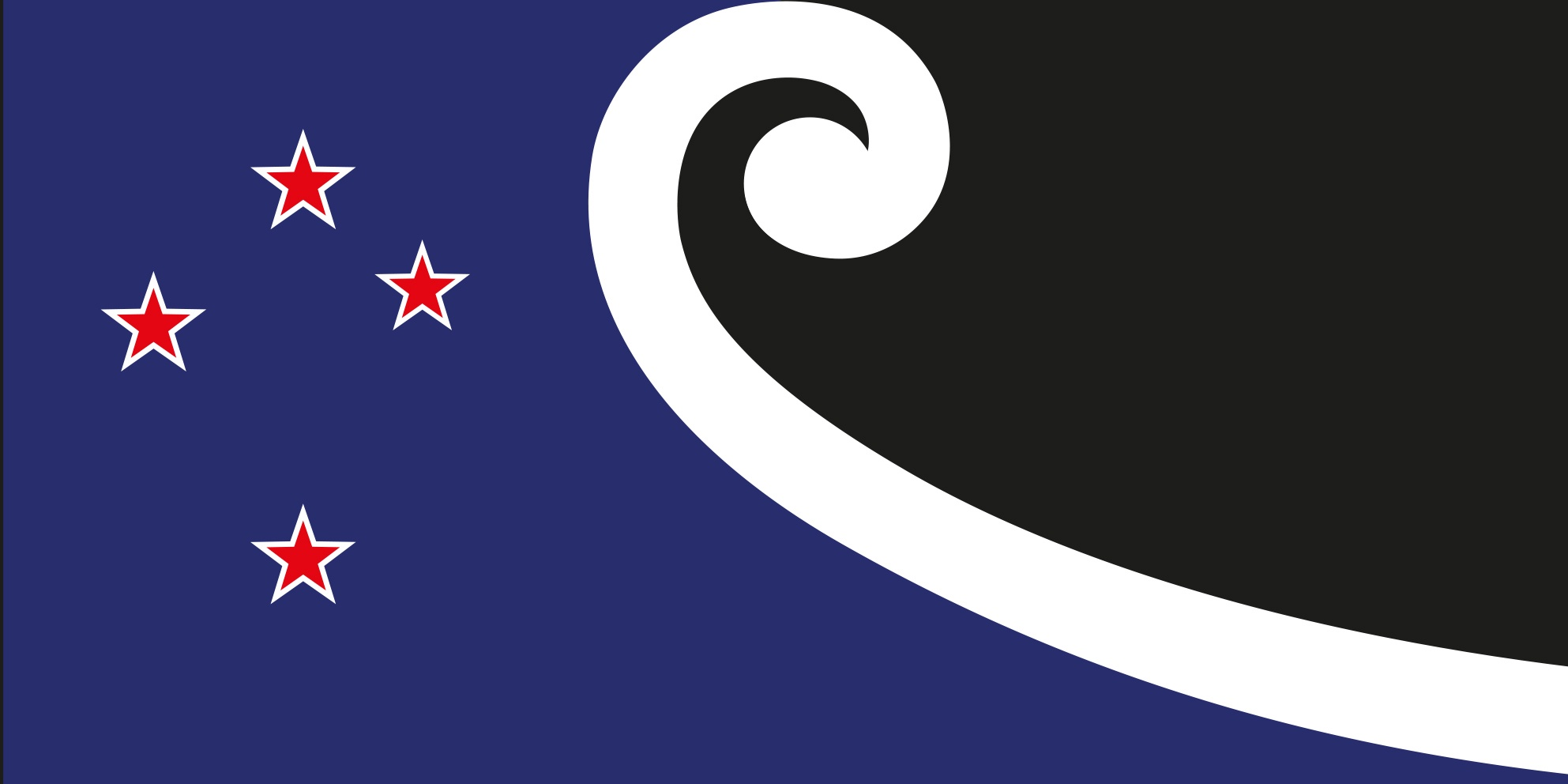
Finding Unity in Community de Dave Sauvage
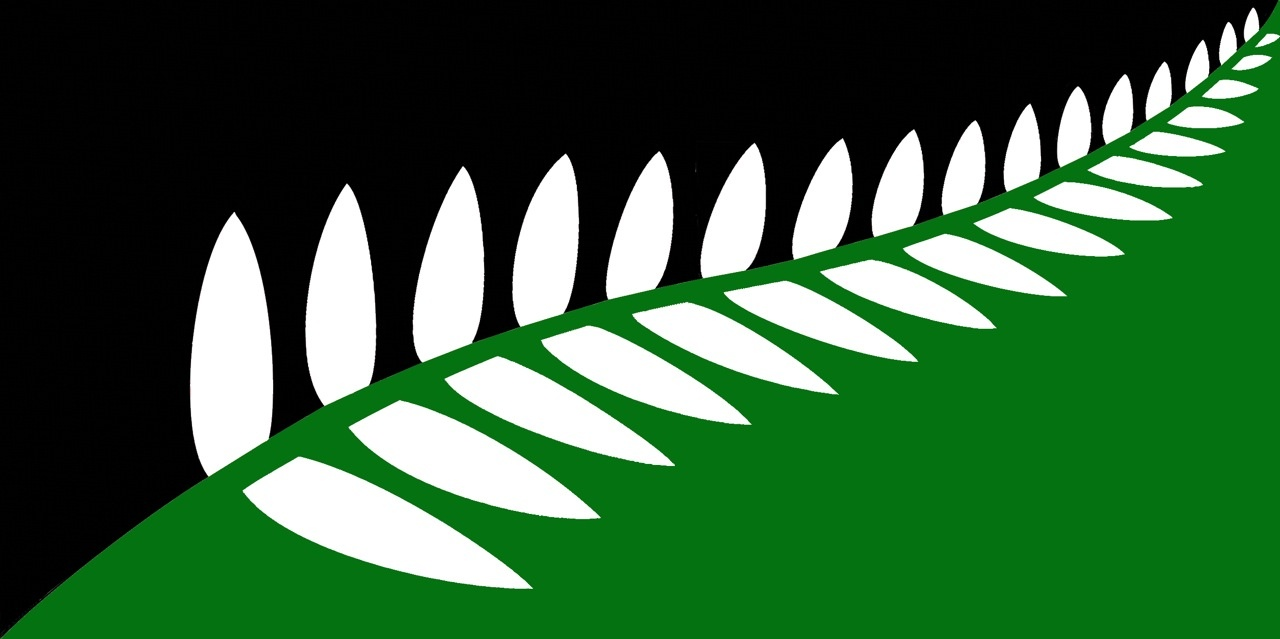
Fern (verde, branco e negro) de Clay Sinclair e Sandra Ellmers
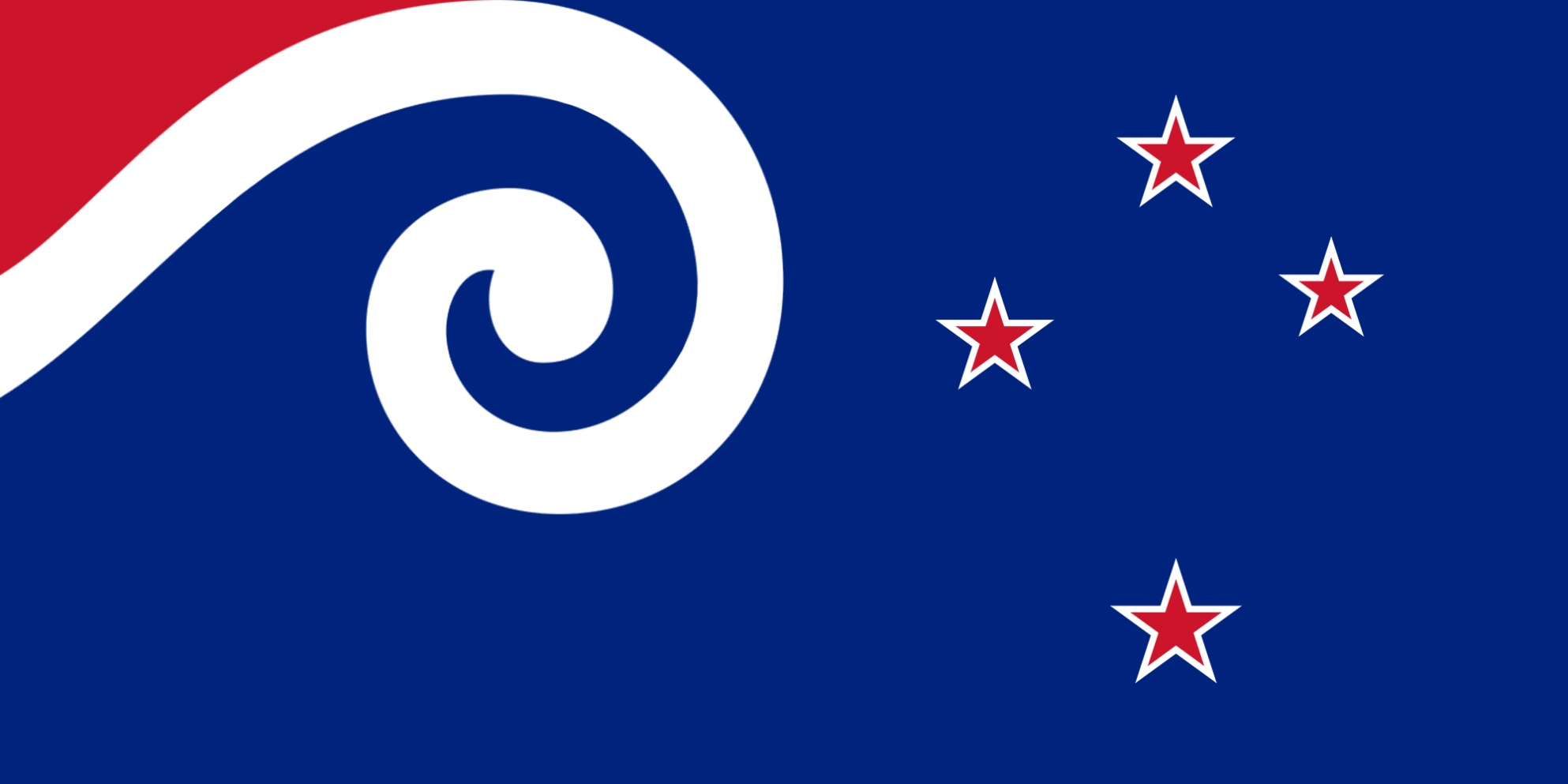
Koru and Stars de Alan Tran
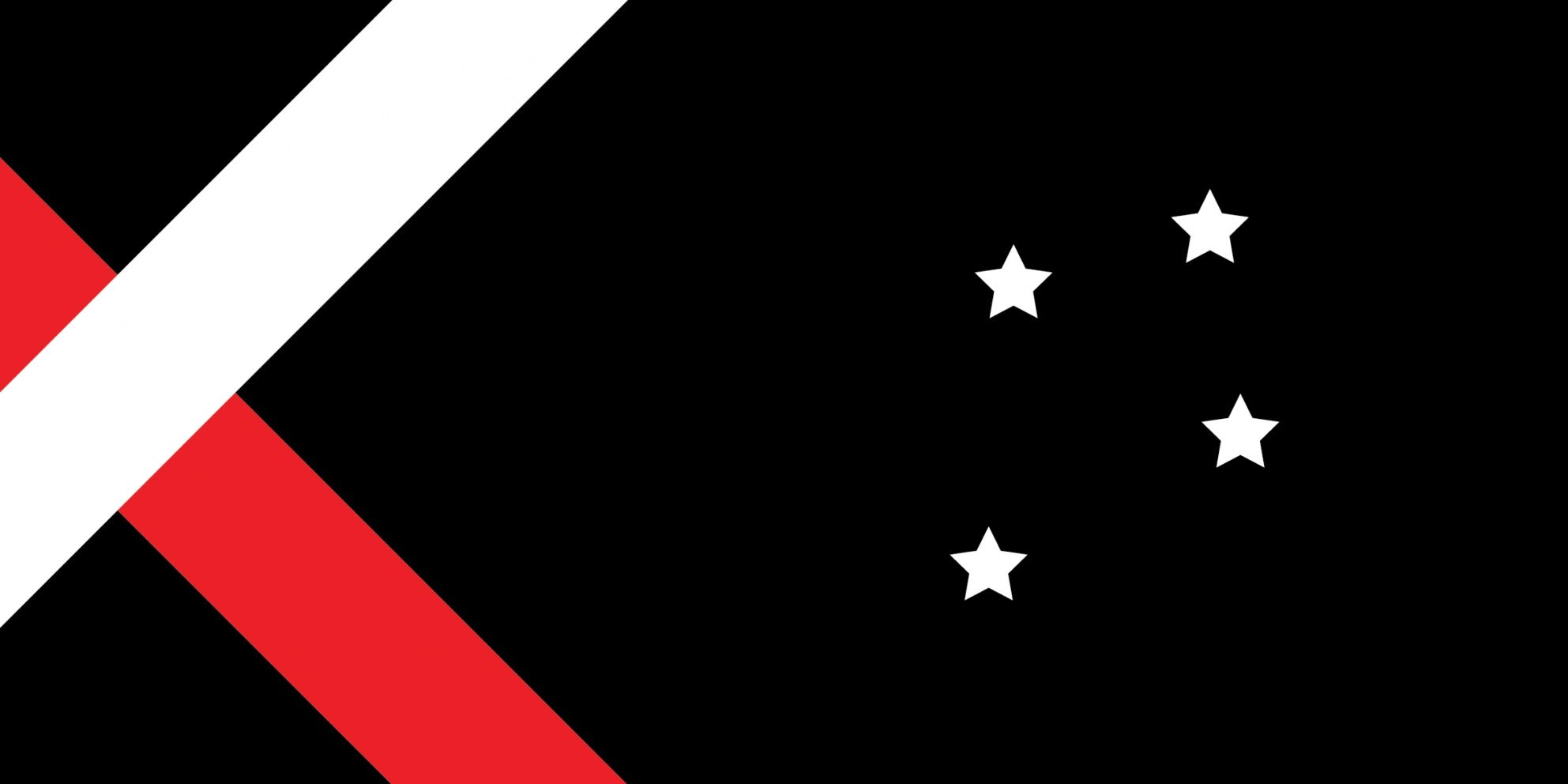
Raranga de Pax Zwanikken
Tukutuku de Pax Zwanikken

## Primeiro referendo
«Se a bandeira da Nova Zelândia mudar, que bandeira preferiria?»

Opção A
Opção B
Opção C
Opção D
Opção E

O primeiro referendo começou em 20 de novembro de 2015 e terminou três semanas depois, em 11 de dezembro de 2015. Os resultados preliminares foram anunciados nessa mesma noite, enquanto que os resultados oficiais foram apresentados em 15 de dezembro. Usando um sistema preferencial, foi pedido aos votantes que classificassem as cinco alternativas para o desenho da bandeira por ordem de preferência. O desenho mais votado irá confrontar a atual bandeira no segundo referendo.
Os opositores à mudança de bandeira animaram os cidadãos a abster-se, votar nulo ou votar estrategicamente na pior alternativa como protesto.
| Opção                   | Primeira preferência    | Primeira preferência    | Segunda iteração | Segunda iteração | Terceira iteração | Terceira iteração | Última iteração | Última iteração |
| Opção                   | Votos                   | %                       | Votos            | %                | Votos             | %                 | Votos           | %               |
| ----------------------- | ----------------------- | ----------------------- | ---------------- | ---------------- | ----------------- | ----------------- | --------------- | --------------- |
| Opção A                 | 559 587                 | 40.15                   | 564 660          | 40.85            | 613 159           | 44.77             | 670 790         | 50.58           |
| Opção E                 | 580 241                 | 41.64                   | 584 442          | 42.28            | 607 070           | 44.33             | 655 466         | 49.42           |
| Opção B                 | 122 152                 | 8.77                    | 134 561          | 9.73             | 149 321           | 10.90             | —               | —               |
| Opção D                 | 78 925                  | 5.66                    | 98 595           | 7.13             | —                 | —                 | —               | —               |
| Opção C                 | 52 710                  | 3.78                    | —                | —                | —                 | —                 | —               | —               |
| Total                   | 1 393 615               | 100.00                  | 1 382 258        | 100.00           | 1 369 550         | 100.00            | 1 326 256       | 100.00          |
| Votos não transferíveis | Votos não transferíveis | Votos não transferíveis | 11 357           | 0.73             | 24 065            | 1.56              | 67 359          | 4.35            |
| Votos informais         | Votos informais         | Votos informais         | Votos informais  | Votos informais  | Votos informais   | Votos informais   | 149 747         | 9.68            |
| Votos inválidos         | Votos inválidos         | Votos inválidos         | Votos inválidos  | Votos inválidos  | Votos inválidos   | Votos inválidos   | 3372            | 0.22            |
| Total de votos          | Total de votos          | Total de votos          | Total de votos   | Total de votos   | Total de votos    | Total de votos    | 1 546 734       | 100.00          |
| Participação            | Participação            | Participação            | Participação     | Participação     | Participação      | Participação      | 48.78           | 48.78           |

Os votos não transferíveis incluem os boletins em que os votantes não escolheram suficientes opções.

Os votos informais incluem os boletins nas quais o votante não indicou claramente a sua primeira preferência.

Os votos inválidos incluem os boletins ilegíveis.

## Segundo referendo
Qual é sua escolha para a bandeira da Nova Zelândia?

Opção 1 (design alternativo)
Opção 2 (design existente)

O segundo referendo começou em 3 de março de 2016, e se encerrou três semanas depois no dia 24 de março. Foi solicitado aos eleitores que escolhessem entre a bandeira existente da Nova Zelândia e o design alternativo selecionado no primeiro referendo.

### Resultados
Em 24 de março de 2016, os resultados preliminares do segundo referendo foram anunciados, com a vitória da bandeira atual por 56.7% contra 43.3% para a nova bandeira.
| Opções                               | Votos     | Votos  |
| Opções                               | Número    | %      |
| ------------------------------------ | --------- | ------ |
| Opção 1 (bandeira alternativa)       | 921,876   | 43.27  |
| Opção 2 (bandeira existente)         | 1,208,702 | 56.73  |
| Total                                | 2,130,578 | 100.00 |
| Votos informais                      | 5,044     | 0.21   |
| Votos inválidos                      | 5,273     | 0.23   |
| Total de votos                       | 2,140,895 | 100.00 |
| Eleitores registrados / Participação | 3 158 576 | 67.78% |

Resultados do segundo referendo sobre a bandeira da Nova Zelândia, em março de 2016, por eleitorado.
Opção 1 (alternativa)
Opção 2 (existente)

Os votos informais incluem os boletins nas quais o votante não indicou claramente a sua primeira preferência.

Os votos inválidos incluem os boletins ilegíveis.

## Críticas

### Prioridade
Os partidos da oposição consideraram este problema como de baixa prioridade em comparação com outros como o sistema educativo, falta de verbas para o sistema de saúde, cortes nos serviços de polícia, pobreza infantil e problemas de trânsito em Auckland, entre outros. Trevor Mallard e Phil Goff citaram os resultados de sondagens recentes que mostravam a oposição ou indiferença de uma grande parte da população.

### Custo
O custo estimado de substituir as bandeiras dos organismos oficiais e da Força de Defesa da Nova Zelândia seria de pelo menos 2,69 milhões de dólares neozelandeses. Outros custos a ter em conta foram a mudança de logotipos, a publicidade da nova bandeira, o armazenamento das bandeiras antigas — incluindo produtos que a contenham — e a atualização de todas as bandeiras nos setores privado e desportivo. O governo não daria nenhuma compensação por estes custos.
No total, o custe de todo o processo ascenderia a 26 milhões de dólares neozelandeses, que, segundo os partidos da oposição, poderiam destinar-se a outros assuntos.

### Parcialidade
A oposição pública a uma mudança de bandeira contrastou com a resposta do primeiro-ministro John Key sobre a convocação dos referendos, e membros do parlamento acusaram-no de realizar políticas populistas de pão e circo. O partido Nova Zelândia Primeiro disse que serviam como distração face à pobreza e aos problemas de habitação.
Vários parlamentares criticaram o processo afirmando que estava inclinado numericamente em favor dos membros que o Partido Nacional propôs para o Comité de Estudo da Bandeira, apesar de a lista preliminar de candidatos ser aproximadamente neutral. Kennedy Graham expressou ceticismo acerca da capacidade do referendo refletir um debate público preexistente, e argumentou que a recente discussão tinha sido na realidade iniciada pelo anúncio do próprio referendo. Denis O'Rourke disse que o processo era antidemocrático, já que o comité seleccionaria os desenhos alternativos em nome dos neozelandeses antes de lhes perguntar se queriam uma mudança na bandeira.